# 202 éditions
202 éditions est une maison d'édition française associative fondée en 2014, qui publie divers textes, en principe inédits, ou par exception introuvables, sur le cinéma et sur le graphisme éditorial, courts ou longs, en tirages très limités (autour de 250 exemplaires), sans réédition ni réimpression.

## Objectifs
Comme on peut le documenter aisément sur notre site et dans la section suivante, les premiers centres d'intérêt ont porté de façon suivie sur les travaux de Jean-Luc Godard, de Marguerite Duras, de Yasujiro Ozu, d'Andreï Tarkovski, de Luchino Visconti, et du graphiste et typographe Maximilien Vox. D'autres projets sont en cours, sur divers sujets.
Les essais et travaux retenus interrogent de façon documentée le rapport texte/image, pour un lectorat sensible à la rigueur de la démarche et à de réelles qualités de composition, de conduite et d'écriture. La conception des ouvrages et leur mise en page a pour préoccupation de mettre en évidence ce rapport spécifique.
Il s'agit enfin d'échapper à des circuits dominés principalement par le transport et la distribution, au détriment des éditeurs, des auteurs et des graphistes, qui sont toujours les derniers à retrouver le fruit de leur travail, alors qu'ils en sont à l'origine.

## Parutions
- Maurice Darmon, Adieu au langage / JLG / DDD, 54 pages, décembre 2014  (ISBN 979-10-94375-00-6).
- Paule Palacios-Dalens, Hiroshima dans la Blanche, l'introduction de Marguerite Duras au cinéma, 38 pages, mars 2015  (ISBN 978-2-9551727-0-4).
- Maurice Darmon, Le Cinéma de Marguerite Duras, 5 tomes parus.
  - Tome 1. 1964-1972, La Forêt des dames (Sans merveille, La musica, Détruire dit-elle, Jaune le soleil, Nathalie Granger), 130 pages, décembre 2015  (ISBN 978-2-9551727-2-8)[1].
  - Tome 2. 1974-1976, La Trilogie Anne-Marie Stretter (La femme du Gange, India song, Son nom de Venise dans Calcutta désert), 102 pages, novembre 2015  (ISBN 978-2-9551727-1-1)[2].
  - Tome 3. 1976-1977, Les Chambres noires (Des journées entières dans les arbres, Baxter Véra Baxter, Le Camion), 104 pages, février 2016  (ISBN 978-2-9551727-3-5).
  - Tome 4. 1979, Ténèbre capitale (Le Navire Night, Césarée, Les mains négatives, Aurélia Steiner Melbourne, Aurélia Steiner Vancouver), 130 pages, mai 2016  (ISBN 978-2-9551727-4-2)[3].
  - Tome 5. 1981-1982, Au lieu de mourir (Agatha et les lectures illimitées, L'Homme atlantique, Dialogo di Roma), 134 pages, janvier 2017  (ISBN 978-2-9551727-5-9).
- Michel Vianey, 1966 / Masculin féminin / Jean-Luc Godard, septembre 2017  (ISBN 978-2-9551727-6-6)[4],[5].
- Jacques Aumont, Deux fois deux (Hélas pour moi et Nouvelle Vague de Jean-Luc Godard), février 2018  (ISBN 978-2-9551727-7-3)[6].
- Jean-Michel Frodon, Treize Ozu, 1949-1962, février 2019  (ISBN 978-2-9551727-8-0)[7].
- Maurice Darmon, TARKOVSKI Nostalghia GUERRA 1976-1984, novembre 2019  (ISBN 978-2-9551727-9-7)[8].
- Suzanne Liandrat-Guigues[9], Traverses Visconti, février 2020  (ISBN 979-10-94375-01-3)[10].
- Paule Palacios-Dalens[11], VOX JLG, du plomb au film, avril 2021  (ISBN 979-10-94375-02-0)[12].
- Maurice Darmon, Cinq vues sur Le sacrifice Andreï Tarkovski 1986, février 2023  (ISBN 979-10-94375-03-7)[13],[14].
- Jacques Aumont, Tarkovski Solaris 1972. Voyage au bout de soi-même, octobre 2023   (ISBN 979-10-94375-04-4)[15].
- Maurice Darmon, Andreï Tarkovski  Miroir 1964-1975, février 2024   (ISBN 979-10-94375-06-8)[16],[17].
- Jean-Luc Godard, Notre musique, c'est celle de tout le monde, entretien avec Michael Witt[18], juin 2024   (ISBN 979-10-94375-05-1)[19].
- Vincent Amiel, Tarkovski Andreï Roublev 1964-1971, mars 2025. (ISBN 979-10-94375-07-5) [20].